# カプロニ
カプロニ（Caproni）、あるいは、カプローニは、イタリアに存在した航空機・自動車・オートバイメーカー。

## 概要
航空機メーカーとしては、1911年にイタリアで初めて実用航空機を製造した。胴体全体がダクテッドファンとも言えるカプロニ・スティパや、イタリア初のモータージェットエンジン機となるカプロニ・カンピニ N.1、三翼機ながら全9枚の主翼を持つマルチプレーン、わずか18メートルの浮揚後墜落した無尾翼飛行艇カプロニ Ca.60など、非常にユニークな航空機を輩出した事で知られる。
1908年、創業者、ジャンニ・カプローニ伯爵(Giovanni Battista "Gianni" Caproni)が航空機会社として起業。航空機産業黎明期にあって、結果失敗に終わったが、まず双発複葉機カプロニ Ca.1(1910年)を開発、航空機メーカーとして研究・開発を続けた。
第一次世界大戦が勃発すると、アメリカやイギリス、フランス等の連合国の需要に応え、爆撃機や輸送機の生産で躍進。1930年頃には、自動車・船舶用エンジンの生産など事業の多角化に成功し、イタリア有数の企業に発展した。これに併せ、ソチェタ・イタリアーナ・カプロニ (Società Italiana Caproni, Milano) へと社名を変えた。また、小企業の買収も行った。
わずかな戦間期をはさみ、第二次世界大戦時には、イタリア軍や枢軸国向けの中型・大型機の生産を行ったが、この頃になるとカプロニ社の中核となる航空機部門は、フィアットやマッキなどの国内他社と比較しても、すでに時代遅れの感は否めずに競争力を欠き、戦後には劇的に進歩した航空機業界の中で販路を失い1950年消滅した。
戦後しばらく、カプロニグループのカプロニ・ヴィッゾーラ(Caproni Vizzola)が、カプリオーロ(鹿の意)等のオートバイの開発・製造などを行っていたが、1983年に同国の航空機メーカーであるアグスタに吸収された。

## 航空機

### 第一次世界大戦
- カプロニ Ca.1
- カプロニ Ca.3
- カプロニ Ca.4
- カプロニ Ca.5
- カプロニ Ca.18
- カプロニ Ca.20

### 戦間期
- カプロニ Ca.60
- カプロニ Ca.70
- カプロニ Ca.71
- カプロニ Ca.90
- カプロニ Ca.100
- カプロニ Ca.114
- カプロニ Ca.161
- カプロニ PS.1
- カプロニ CH.1

### 第二次世界大戦
- カプロニ Ca.101
- カプロニ Ca.111
- カプロニ Ca.133
- カプロニ Ca.135
- カプロニ Ca.309 - Ghibliの別名を持ち、スタジオ・ジブリの名の起こりとなっている。
- カプロニ Ca.310
- カプロニ Ca.311
- カプロニ Ca.312
- カプロニ Ca.313
- カプロニ Ca.314
- カプロニ Ca.316
- カプロニ・カンピニ N.1
- カプロニ・スティパ